# Annales Altahenses
Annales Altahenses (pol. Roczniki altajskie większe) – wczesnośredniowieczne annały skompilowane w latach 708-1073 w klasztorze Niederaltaich.

## Historia
Manuskrypt dzieła opublikowany został po raz pierwszy przez Wilhelma von Giesebrechta  pod nazwą Jahrbücher des Klosters Altaich (1841) . Obok innych słowiańskich władców w roku 1046 wymieniły także jako księcia polskiego Kazimierza I Odnowiciela pod określeniem „Kazmir Bolaniorum” 